# Terrier d'Austràlia
El Terrier d'Austràlia o Australian Terrier és una raça de gos originària d'Austràlia pertanyent a la família dels Terriers, i dins d'aquesta a la Secció 2.

## Característiques
Per la seva aparença, per regla general, se'l sol confondre per un Yorkshire terrier de mida gran. No és d'estranyar, ja que aquesta raça procedeix de l'encreuament d'un Yorkshire terrier i de diferents races de Terrier entre les quals hi ha el Cairn terrier i el Dandi Dinmont Terrier. És un gos allargat, robust d'extremitats curtes i fortes, de pelatge aspre. Fa 25 cm a la creu en els mascles i 22,5-23 cm en les femelles, el pes mitjà està establert en uns 6,5 kg. en els mascles, i en 6 kg. en les femelles. Quant al mantell, pot ser gris platejat, gris blavós, castany clar, castany vermellós, i gris en el cos i castany clar en el crani i les potes. La cua sol ser amputada i portada dreta.

## Temperament
Vivaç, atent i amb una expressió facial que denota intel·ligència, lleial i molt fidel. De vegades pot arribar a ser dominant de manera que un bon ensinistrament des de primerenca edat seria el més adequat.

## Manteniment
Està perfectament adaptat a qualsevol tipus d'habitatge, gran o petit. Ha de ser suficient amb un raspallat i amb una caminada diaris.

## Història i orígens
El seu origen es remunta a principis del s. XIX, quan les famílies britàniques acompanyades dels seus terriers viatjaven a Austràlia, on aquests es van anar barrejant amb la fauna canina local i altres gossos portats pels colons com el Dandi Dinmont Terrier i molts altres més donant origen a l'Australian Terrier, que va començar a ser reconegut per les societats canines britàniques des de la dècada de 1930 en endavant, i per les americanes el 1960.